# Букирев, Александр Ильич
Алекса́ндр Ильи́ч Бу́кирев (12 сентября 1903, д. Верх-Мочки, Кунгурский уезд, Пермская губерния — 26 августа 1964, Пермь) — советский ихтиолог, кандидат биологических наук, профессор, ректор (1939—1941 и 1946—1951), декан биологического факультета (1955—1956) Пермского университета. Основатель научного направления в ихтиологии, уделяющего основное внимание исследованию рыбных ресурсов и изменчивости рыб, изучению закономерностей формирования ихтиофауны Камского водохранилища.
В годы Великой Отечественной войны — командир артиллерийского дивизиона, автор брошюры «Немецкий тяжёлый танк „Тигр Б“», развеявшей миф о непобедимости немецкого танка «Королевский тигр».

## Биография
Родился 12 сентября 1903 года (по другим данным 9 сентября) в деревне Верх-Мочки Кунгурского уезда Пермской губернии в семье крестьянина.
В 1922 году поступил на рабфак Пермского университета, в 1925 году окончил его и был призван на службу в РККА.
В 1927 году поступил в ПГУ, но в 1929 году снят с учёбы Пермским горкомом ВКП(б) и направлен на работу ответственным секретарём Пермского городского Совета.
С 1930 года продолжил учёбу и в 1931 году окончил биологическое отделение Пермского педагогического института.
Был оставлен научным сотрудником и учёным секретарем Биологического научно-исследовательского института при ПГУ, затем работал ассистентом кафедры зоологии позвоночных.
Совместно с М. И. Меньшиковым организовал и успешно осуществил две комплексные ихтиологические экспедиции по Верхней и Средней Каме, результаты которых опубликованы в их широко известной монографии «Рыбы и рыболовство верховьев р. Камы» (1934).
В 1939 году участвовал в боях на Халхин-Голе, был тяжело ранен.
В июне 1940 года назначен ректором ПГУ, с этого поста добровольцем ушел на фронт.
В 1941-1945 годах участвовал в Великой Отечественной войне в качестве главы артиллерийского дивизиона. Разрабатывал методы борьбы с танком «Королевский тигр». Произведя испытательные стрельбы из гаубицы по одной из захваченных машин, он определил наиболее уязвимые места и установил, какими снарядами и с какой дистанции лучше поражать цель. С основательностью учёного результаты проведённого теста он изложил в брошюре «Немецкий тяжёлый танк „Тигр Б“ и борьба с ним», которая была оперативно издана и распространена по фронтам.
Начав с командования артиллерийским дивизионом, он уже летом 1942-го исполнял обязанности начальника артиллерии бригады, затем становится старшим помощником начальника артиллерийского управления 40-й армии, начальником штаба артиллерии Белгородской дивизии, старшим помощником начальника оперативного отдела штаба артиллерии 1-го Украинского фронта.
В мае 1946 года защитил кандидатскую диссертацию на тему: «Иннервация брюшных плавников костистых рыб», а в 1947 году ему присуждена степень кандидата биологических наук и присвоено звание доцента.
В 1946-1951 годах был ректором Молотовского университета. Преодолевая послевоенный кадровый кризис, прилагал большие усилия для привлечения в университет сторонних высококлассных специалистов: историка Л. E. Кертмана и филолога С. Я. Фрадкину, математиков С. Н. Черникова, Л. И. Волковысского и др.
В 1951 году стал доцентом кафедры зоологии позвоночных Молотовского (Пермского) университета; с 1952 года (после смерти профессора М. И. Меньшикова) — заведующий кафедрой. C 1955 по 1956 годы работал в должности декана биологического факультета МолГУ. В 1962 году ему было присвоено учёное звание профессор.
Наряду с М. И. Меньшиковым является основателем пермского направления в ихтиологии, основное внимание уделяющего исследованию рыбных ресурсов и изменчивости рыб. Обнаружил ранее неизвестную в Средней Каме ручьевую форель, описал её, организовал изучение ихтиологических остатков в древних стоянках человека, широкие комплексные исследования закономерностей формирования ихтиофауны камских водохранилищ, опубликовал 20 научных работ, в том числе две крупные сводки.
А. И. Букиревым выполнена систематизация рыб Верхней Камы, Чиликоновских озёр и Иртыша, включённая в справочники по пресноводным рыбам.
Опубликовал десятки газетных и популярных статей по актуальным вопросам биологии. Великолепно читал лекции, мастерски вёл практикумы, семинары, кружки, был наставником многих поколений студентов. За 25 лет преподавательской деятельности подготовил около 300 специалистов, среди которых свыше 60 кандидатов и 7 докторов наук.

## Общественная деятельность
- Депутат областного, городского, районного Советов.
- Председатель Советского комитета защиты мира[уточнить].
- Один из инициаторов членов-учредителей Всесоюзного общества «Знание». Под его руководством было организовано Пермское областное отделение, он стал первым председателем его областного совета.

## Награды
- Орден Ленина (17.11.1939)[6]
- Орден Красного Знамени (24.03.1943)[6]
- Орден Кутузова III степени (21.09.1943)[6]
- Орден Отечественной войны I степени (16.06.1945)[6]
- Орден Красной Звезды (15.08.1944)[6]
- Медаль За взятие Берлина (09.06.1945)[6]
- Медаль За освобождение Праги (09.06.1945)[6]
- Медаль За победу над Германией в Великой Отечественной войне 1941—1945 гг. (09.05.1945)[6]

## Память
- Его именем названа улица в Перми.

## Публикации
1. Букирев А. Ускоренная подготовка артиллерийского наступления // Красное знамя. 28 октября 1943. С. 2.
2. Букирев А. И., Скробов Ю. Д. «Немецкий тяжелый танк „Тигр Б“ и методы борьбы с ним» // Немецкий танк «Королевский Тигр» и борьба с ним. Виртуальный музей бронетехники. См. то же.
3. Письма любви. Фронтовые письма Александра Ильича Букирева / Сост. и автор вступительной статьи Н. Д. Аленчикова. Пермь, 2005.